# Марблетон (Вајоминг)
Марблетон (енгл. Marbleton) град је у америчкој савезној држави Вајоминг.

## Демографија
По попису из 2010. године број становника је 1.094, што је 374 (51,9%) становника више него 2000. године.
| Група             | 2000.       | 2010.       |
| Белци             | 692 (96,1%) | 914 (83,5%) |
| Афроамериканци    | 3 (0,4%)    | 2 (0,2%)    |
| Азијати           | 3 (0,4%)    | 2 (0,2%)    |
| Хиспаноамериканци | 12 (1,7%)   | 145 (13,3%) |
| Укупно            | 720         | 1.094       |